# Роздільнозуб
Роздільнозуб (Dichodontium) — рід мохів родини Dicranaceae.
Рід був вперше описаний Вільгельмом Філіпом Шімпером.
Рід має космополітичне поширення.

## Види
Види: 
- Dichodontium pellucidum Schimp., 1856